# 골드슬램
골드슬램은 대한민국의 드래곤플라이가 제작한 테니스 온라인 게임이다.
대한테니스협회의 공식 지정 게임이기도 하다.

## 게임 가이드

### 캐릭터
골드슬램의 캐릭터는 다음과 같이 세가지로 나뉜다.
- All Rounder

이형택
유진 길리스
모니카 그린
- Net Player

셀린 토투
- Base Liner

핸드릭 밀러
데이비드 우

### 경기장
골드슬램은 5개의 경기장이 있다.
- 상하이 코트
- 네덜란드 코트
- 트레이닝 코트
- 발리 코트
- 오스트레일리아 코트
- 테라스 코트

### 클래스/레벨
골드슬램의 클래스는 주니어, 아마추어, 프로, 마스터, 월드 클래스로 나뉘며 하나의 클래스에는 5개의 등급이 있다. 그리고 등급이 하나씩 올라갈수록 레벨도 같이 올라가며, 레벨은 25가 최상이다.